# Eriosyce villicumensis
Eriosyce villicumensis ist eine Pflanzenart in der Gattung Eriosyce aus der Familie der Kakteengewächse (Cactaceae). Das Artepitheton villicumensis verweist auf das Vorkommen der Art in der Sierra de Villicum in Argentinien.

## Beschreibung
Eriosyce villicumensis wächst mit fast kugelförmigen, hell graugrünen, weißlich überhauchten Trieben und erreicht Durchmesser von 4 bis 9 Zentimeter. Die Wurzeln sind als kurze, konische Pfahlwurzeln ausgebildet. Es sind sieben bis elf, breite und stumpfe Rippen vorhanden, die zwischen den Areolen nur wenig gekerbt sind. Die Dornen sind schwarz. Die ein bis zwei aufwärts gebogenen Mitteldornen sind 1 bis 2 Zentimeter lang. Die sechs bis acht Randdornen sind paarig angeordnet und liegen am Trieb an. Sie sind 8 bis 15 Millimeter lang.
Die trichterförmigen, orangegelben Blüten erscheinen aus jungen Areolen. Sie sind 2,8 bis 3,5 Zentimeter lang und weisen einen Durchmesser von bis zu 3 Zentimeter auf. Ihr Perikarpell und die Blütenröhre sind mit weißer Wolle und braunen Borsten besetzt. Die kugelförmigen, dunkelbraunen Früchte sind trocken und reißen mit einem basalen Deckel auf.

## Verbreitung, Systematik und Gefährdung
Eriosyce villicumensis ist in der argentinischen Provinz San Juan in der Sierra de Villicum verbreitet.
Die Erstbeschreibung als Pyrrhocactus villicumensis erfolgte 1974 durch Walter Rausch. Fred Kattermann stellte die Art 1994 in die Gattung Eriosyce. Ein weiteres nomenklatorisches Synonym ist Neoporteria villicumensis (Rausch) Donald (1976).
In der Roten Liste gefährdeter Arten der IUCN wird die Art als „Least Concern (LC)“, d. h. als nicht gefährdet geführt.

## Nachweise